# Pinamar
Pinamar – miasto w Argentynie, położone w północnej części prowincji Buenos Aires.

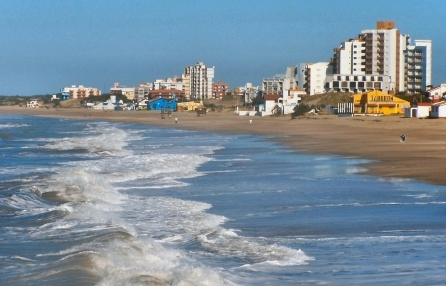
Plaża w Pinamar

## Opis
Miejscowość została założona 14 lutego 1943 roku. W odległości 342 km od miasta, znajduje się aglomeracja i stolica kraju Buenos Aires. W mieście znajduje się węzeł drogowy-RP11 i RP74 i stacja węzłowa. Obecnie Pinamar jest znaną miejscowością wypoczynkową nad Atlantykiem.